# Морска пехота
Морска пехота е род войски, предназначен за участие в морски десантни операции и се използват в качеството им на ударни отряди в други видове бойни действия. В задачите на морската пехота влизат също така и задачи по превземането на бреговата линия, пристанищата и тяхната инфраструктура, кораби и съдове на противника.
Морската пехота може да бъде използвана също така за отделни тактически операции (спецчасти), а също така за охрана на крайбрежни и други обекти.
Морската пехота е част от Военноморския флот.